# モンテレオーネ・ドルヴィエート
モンテレオーネ・ドルヴィエート（伊: Monteleone d'Orvieto）は、イタリア共和国ウンブリア州テルニ県にある、人口約1,400人の基礎自治体（コムーネ）。

## 地理

### 位置・広がり
テルニ県北西部のコムーネ。

#### 隣接コムーネ
隣接するコムーネは以下の通り。括弧内のPGはペルージャ県所属を示す。
- チッタ・デッラ・ピエーヴェ (PG)
- ファブロ
- モンテガッビオーネ
- ピエガーロ (PG)

### 気候分類・地震分類
モンテレオーネ・ドルヴィエートにおけるイタリアの気候分類 (it) および度日は、zona E, 2275 GGである。
また、イタリアの地震リスク階級 (it) では、zona 3 (sismicità bassa) に分類される。

## 行政

### 分離集落
モンテレオーネ・ドルヴィエートには以下の分離集落（フラツィオーネ）がある。
- Colle, San Lorenzo, Santa Maria, Spiazzolino, Volpara